# Aéroport de Varna
L'Aéroport de Varna,en bulgare "bulgare : Летище Варна", code IATA : VAR • code OACI : LBWN, est un aéroport international situé sur le territoire de la commune d'Aksakovo, à 20 km à l'ouest-nord-ouest du centre de Varna. Il dessert la ville de Varna mais sa zone d'attraction est tout le nord-est de la Bulgarie, dont le nord du littoral de la Mer Noire.

## Situation
| \| 20 km1:1 354 000 \| Balchik Bezmer Bohot Bohot-LM Buhovtsi/Targovichte Bourgas Dobroslavtsi Dolna Banya Dolna Mitropoliya Erden Gabrovnitsa Gorna Oryahovitsa Graf Ignatievo Grivitsa Ihtiman Izgrev Kalvacha Kaynardzha Lesnovo Malevo Plovdiv Polikraichte Primorsko Ravnets Roussé Silistra Sliven Sofia Stara Zagora Varna Vidine |
| 20 km1:1 354 000 |

## Statistiques
Pour des raisons techniques, il est temporairement impossible d'afficher le graphique qui aurait dû être présenté ici.

Voir la requête brute et les sources sur Wikidata.

### Zoom sur l'impact du covid de 2019-2020
Pour des raisons techniques, il est temporairement impossible d'afficher le graphique qui aurait dû être présenté ici.

Voir la requête brute et les sources sur Wikidata.

#### En tableau
| Année | Total Passagers |
| ----- | --------------- |
| 1998  | 273 678         |
| 1999  | 511 819         |
| 2000  | 691 689         |
| 2001  | 932 549         |
| 2002  | 1 090 709       |
| 2003  | 1 186 349       |
| 2004  | 1 319 127       |
| 2005  | 1 546 925       |
| 2006  | 1 552 658       |
| 2007  | 1 478 093       |
| 2008  | 1 432 703       |
| 2009  | 1 206 535       |
| 2010  | 1 198 956       |
| 2011  | 1 163 884       |
| 2012  | 1 211 196       |
| 2013  | 1 303 679       |
| 2014  | 1 387 494       |
| 2015  | 1 398 694       |

## Compagnies et destinations desservies

### Vols réguliers
| Compagnies            | Destinations |
| --------------------- | --- |
| Air Serbia            | En saison: Belgrade-Nikola-Tesla |
| ALK Airlines          | En saison: Bodrum-Milas, Dalaman |
| Austrian Airlines     | Vienne-Schwechat |
| Avion Express         | En saison charter : Vilnius |
| BH Air                | En saison Charter : Antalya, Manchester, Nevşehir-Cappadoce |
| Bulgaria Air          | Sofia-Vrajdebna En saison: Paris-Charles de Gaulle, Tel Aviv - Ben Gourion En saison charter: Antalya, Bodrum-Milas |
| easyJet               | En saison : Berlin-Brandebourg, Londres-Gatwick |
| Edelweiss Air         | En saison : Zurich |
| European Air Charter  | En saison charter: - Antalya, - Dalaman, - Enfidha-Hammamet, - Hambourg-H.-Schmidt, - Helsinki-Vantaa, - Héraklion-N. Kazantzákis, - Tel Aviv - Ben Gourion |
| Eurowings             | En saison : Cologne/Bonn-K. Adenauer, Düsseldorf, Hambourg-H.-Schmidt, Stuttgart |
| Eurowings Discover    | En saison: Francfort |
| GetJet Airlines       | En saison charter : Vilnius |
| Israir                | En saison : Tel Aviv - Ben Gourion |
| Luxair                | En saison : Luxembourg-Findel |
| Mahan Air             | En saison: Téhéran-Imam-Khomeini |
| Norwegian Air Shuttle | En saison : Copenhague-Kastrup, Helsinki-Vantaa, Oslo-Gardermoen |
| Qeshm Air             | En saison : Téhéran-Imam-Khomeini |
| Ryanair               | Vienne-Schwechat En saison: Cracovie-Jean-Paul II, Katowice-Pyrzowice, Sofia-Vrajdebna, Vilnius |
| SmartWings            | En saison : - Brno-Tuřany, - Lyon-Saint-Exupéry, - Nantes-Atlantique, - Ostrava-L. Janáček, - Paris-Charles de Gaulle, - Prague-Václav-Havel |
| Sunclass Airlines     | En saison charter : - Bergen, - Copenhague-Kastrup, - Helsinki-Vantaa, - Oslo-Gardermoen, - Stavanger, - Stockholm-Arlanda, - Trondheim |
| Sundair               | En saison : Berlin-Brandebourg, Dresde |
| Transavia France      | En saison: Paris-Orly |
| TUI fly Belgium       | En saison : Bruxelles-National, Ostende-Bruges En saison Charter : Lille Lesquin, Nantes-Atlantique, Paris-Charles de Gaulle |
| Turkish Airlines      | Istanbul |
| Volotea               | En saison : Lille Lesquin, Nantes-Atlantique |
| Wizz Air              | - Berlin-Brandebourg, - Charleroi Bruxelles-Sud, - Cologne/Bonn-K. Adenauer, - Dortmund, - Eindhoven, - Francfort-Hahn, - Hambourg-H.-Schmidt, - Karlsruhe/Baden-Baden, - Larnaca, - Liverpool-J.-Lennon, - Londres-Luton, - Memmingen, - Nuremberg-A. Dürer, - Prague-Václav-Havel, - Tel Aviv - Ben Gourion, - Vienne-Schwechat |

Édité le 10/06/2020  Actualisé le 19/02/2023

## Galerie

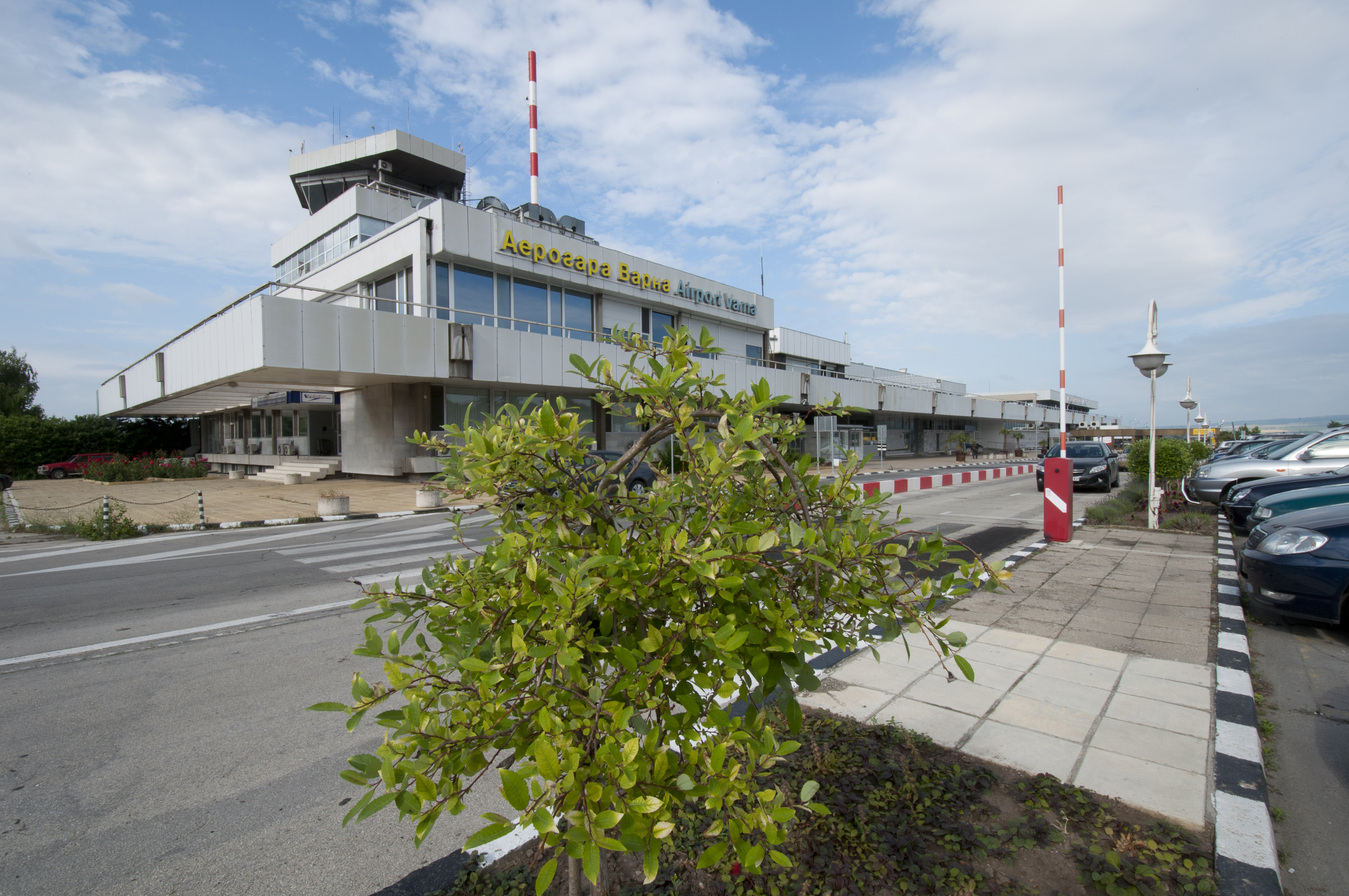
Le terminal 1
Le terminal 2
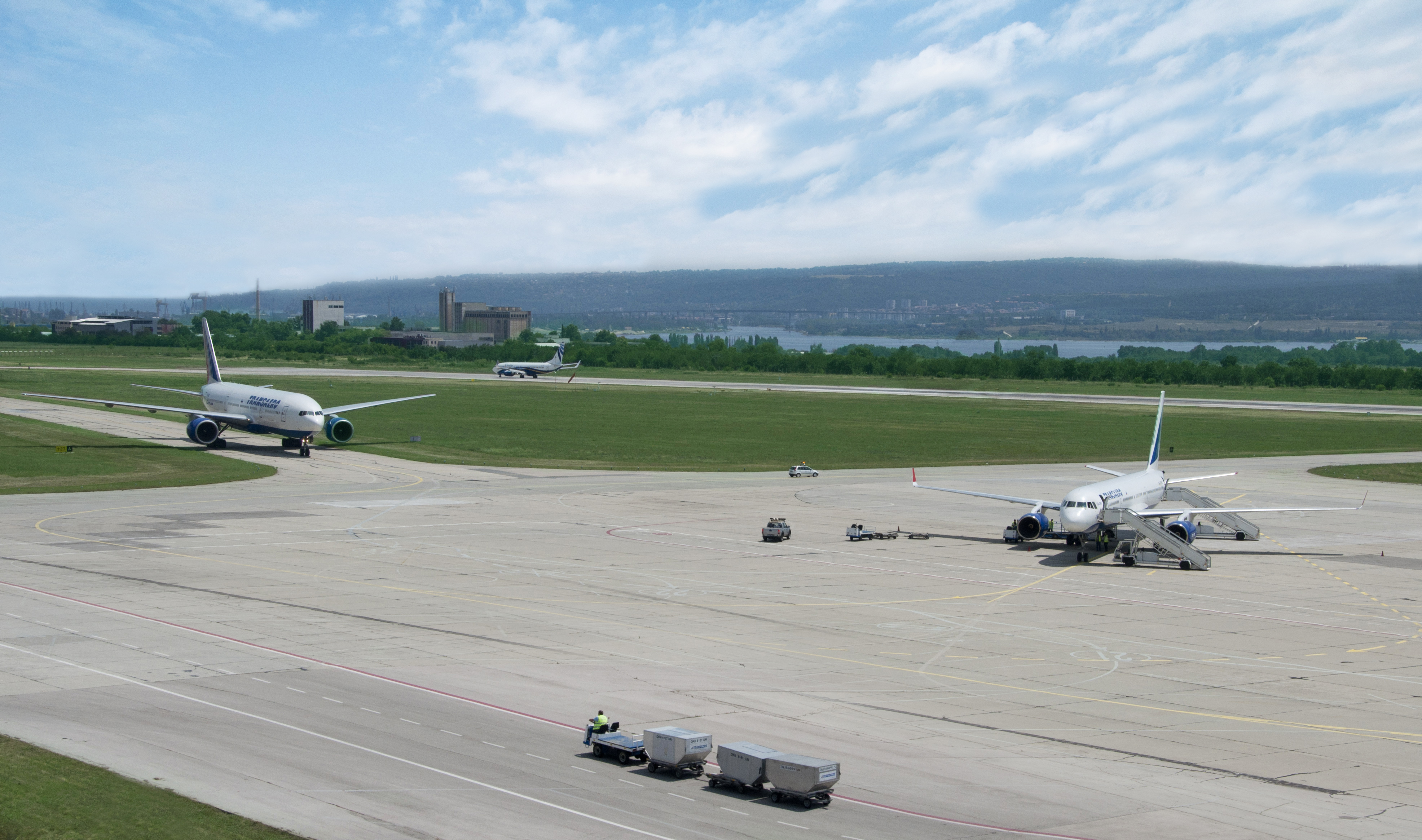
Vue des pistes depuis la tour de contrôle
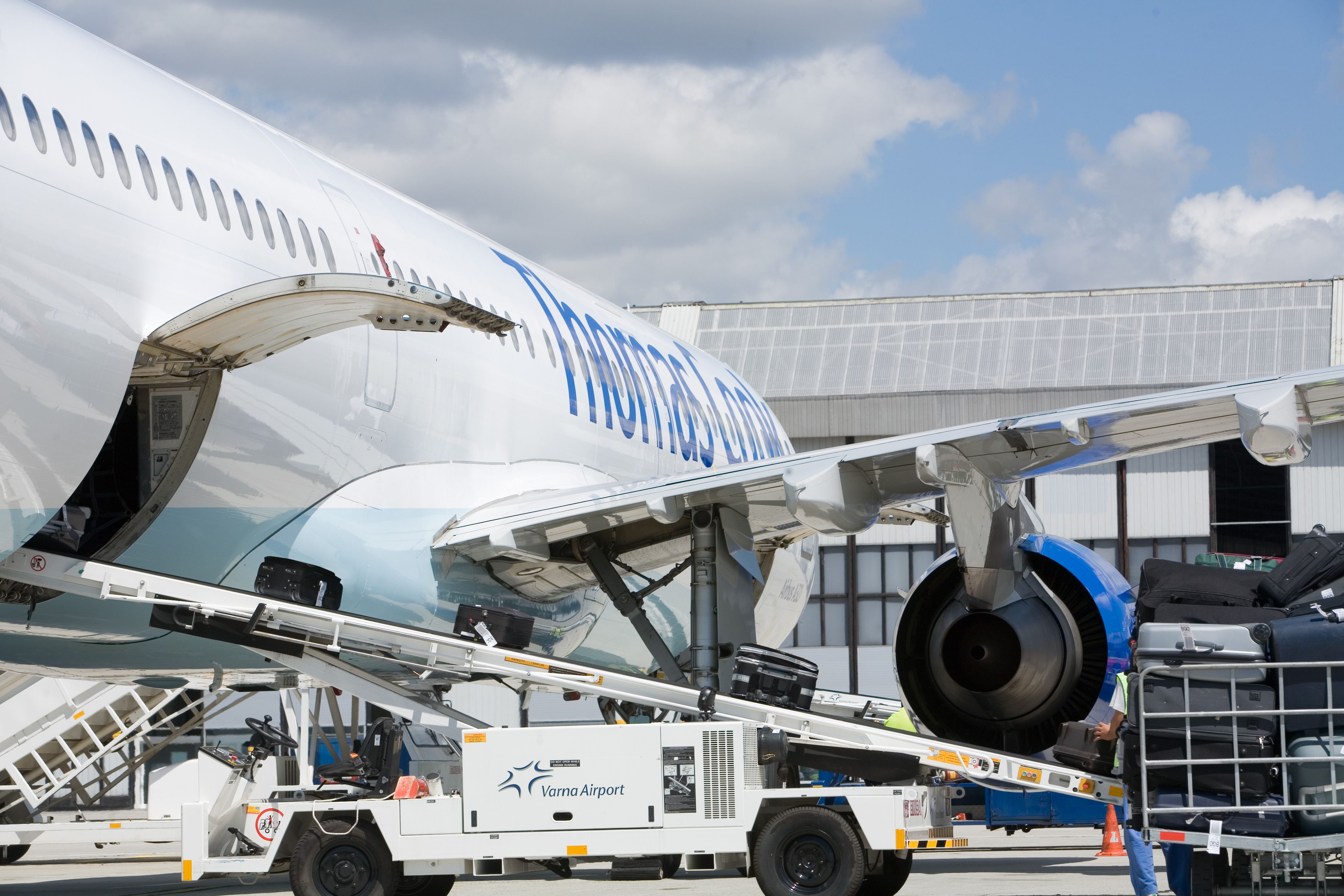
Chargement d'un avion sur l'aéroport
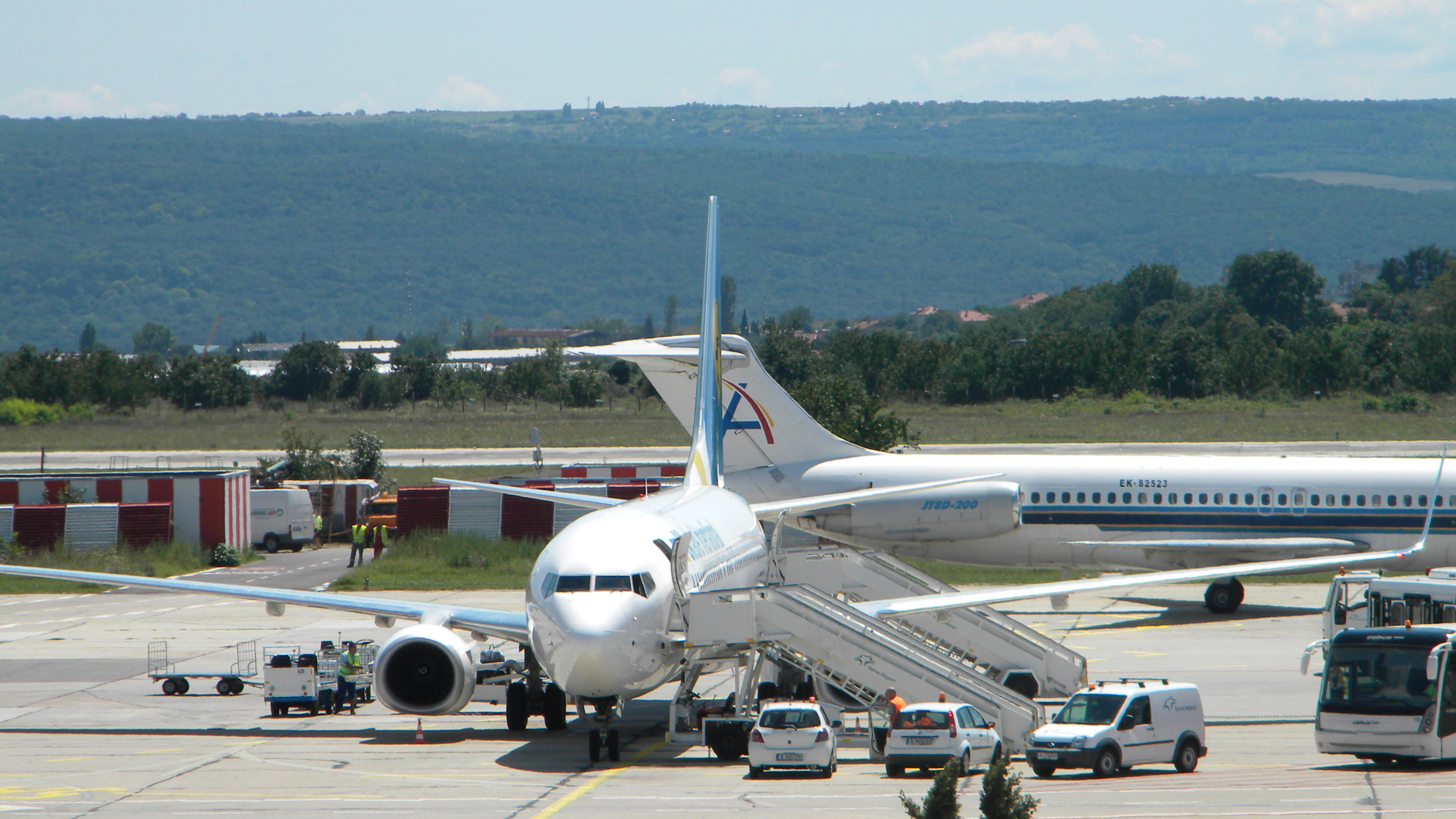
plate-forme